# Software suite
Een software suite (ook wel softwarepakket genoemd) is een verzameling van computerprogramma's, meestal applicatiesoftware en programmeringssoftware of met gerelateerde functionaliteit, die vaak een vrijwel identieke gebruikersinterface hebben en een aantal mogelijkheden om vlot gegevens met elkaar uit te wisselen.
Soms introduceren softwaremakers 'suites', die weinig meer zijn dan herverpakte versies van oudere programma's die worden aangeboden tegen een lagere prijs.
Als populaire voorbeelden van een software suite kunnen Microsoft Office en zijn open-source tegenhanger LibreOffice genoemd worden, maar ook het voormalige Creative Suite van Adobe, bedoeld voor ontwerp van video, web en afbeeldingen.

## Voorbeelden
- Kantoorsoftwarepakket (office suite)
- Internet suite
- Graphics suite
- Integrated development environment